# Gérard Landry
Gérard Landry (Buenos Aires, 16 de octubre de 1912 – Niza, 18 de septiembre de 1999) fue un actor cinematográfico de nacionalidad argentina y ascendencia francesa.
Nacido en Buenos Aires, Argentina, su verdadero nombre era Landry Fernand Charles Marrier de Lagatinerie.
Se casó en 1951 con la actriz Jacqueline Porel, divorciada de François Périer, y con la que tuvo un hijo: Marc Porel (1949-1983). También estuvo casado con otra actriz, Janine Darcey, primera esposa de Serge Reggiani. 
Gérard Landry falleció en Niza, Francia, en 1999.

## Filmografía
| - 1931 : Coup de roulis, de Jean de La Cour - 1932 : Mirages de Paris, de Fédor Ozep - 1932 : Rocambole, de Gabriel Rosca - 1933 : L'Épervier, de Marcel L'Herbier - 1937 : Chéri-Bibi, de Léon Mathot - 1937 : Ces dames aux chapeaux verts, de Maurice Cloche - 1938 : La bestia humana, de Jean Renoir - 1938 : Le Patriote, de Maurice Tourneur - 1939 : Entente cordiale, de Marcel L'Herbier - 1939 : Nord-Atlantique, de Maurice Cloche - 1940 : Paradis perdu, de Abel Gance - 1940 : Vénus aveugle, de Abel Gance - 1941 : Les Hommes sans peur, de Yvan Noé - 1941 : La Belle Vie, de Robert Bibal - 1942 : Cap au large, de Jean-Paul Paulin - 1943 : Béatrice devant le désir, de Jean de Marguenat - 1943 : Le mort ne reçoit plus, de Jean Tarride - 1944 : Lunegarde, de Marc Allégret - 1948 : Barry, de Richard Pottier - 1949 : La nuit s'achève, de Pierre Méré - 1949 : Le 84 prend des vacances, de Léo Joannon - 1949 : Autour d'une collection, de Jean-Claude Huisman - 1950 : Casabianca, de Georges Péclet - 1950 : Night Without Stars, de Anthony Pelissier - 1951 : Le Désir et L'Amour, de Henri Decoin - 1951 : Une enfant dans la tourmente, de Jean Gourguet - 1951 : Sérénade au bourreau, de Jean Stelli - 1952 : Les Amants de Tolède, de Henri Decoin - 1952 : La Caraque blonde, de Jacqueline Audry - 1952 : Le Club des 400 coups, de Jacques Daroy - 1952 : L'Étrange Amazone, de Jean Vallée - 1953 : L'Esclave, de Yves Ciampi - 1953 : La Fille perdue, de Jean Gourguet - 1953 : Musoduro, de Giuseppe Bennati - 1953 : Canzone appassionata, de Giorgio Simonetti - 1954 : Cento serenata, de Anton Giulio Majano - 1954 : Tua per la vita, de Sergio Grieco - 1954 : Rigolboche e la sua tragedia, de Flavio Calzavara - 1956 : Giovanni telle bande nerre, de Sergio Grieco - 1956 : Kean, de Francesco Rosi y Vittorio Gassman - 1956 : Lo spadaccino mistralien, de Sergio Grieco - 1956 : Trapecio, de Carol Reed - 1956 : La Rivale, de Anton Giulio Majano - 1957 : Il diavolo nero, de Sergio Grieco - 1957 : Solo dio me fermerà, de Renato Polselli - 1957 : Orizzonte innovation, de Roberto Bianchi Montero - 1958 : La morte viene dallo spazio, de Paolo Heusch | - 1958 : Il cavaliere senza terra, de Giacomo Gentilomo - 1958 : Il pirata dello sparviero nero, de Sergio Grieco - 1958 : Avventura in città, de Roberto Savarese - 1959 : L'arciere nero, de Piero Pierotti - 1959 : I reali di Fracia, de Mario Costa - 1959 : Five brabded women, de Martin Ritt - 1960 : Caccia al marito, de Marino Girolami - 1960 : Caravan petrol, de Mario Amendola - 1960 : The ennemy general, de George Sherman - 1960 : Il cavaliere dei cento volti, de Pino Mercanti - 1960 : I pirati della costa, de Domenico Paolella - 1960 : Spada senza bandiera, de Carlo Veo - 1960 : Las amantes de los dioses, de Giorgio Ferroni - 1960 : Ferragosto in bikini, de Marino Girolami - 1961 : Capitani di Ventura, de Angelo Dorigo - 1962 : Il sangue e la sfida, de Nick Nostro - 1962 : La marcia su Roma, de Dino Risi - 1962 : Re Manfredi, de Paolo Lombardo y Piero Regnoli - 1963 : Canzoni in...bikini, de Giuseppe Vari - 1964 : La barca sin pescador, de Josep Maria Forn - 1964 : Il ribelle di Castelmonte, de Vertunnio De Angelis - 1965 : F.B.I. operazione vipera gialla, de Alfredo Medori - 1966 : El primer cuartel, de Ignacio Iquino - 1966 : Rio Maldito, de Juan Xiol - 1967 : Chinos y minifaldas, de Ramón Comas - 1967 : Mister Dinamit - Morgen kübt euch der tod, de Franz-Josef Gottlieb - 1967 : Per favore...non sparate col cannone, de Mario Caiano - 1967 : Con la muerte a espalda, de Alfonso Balcazar - 1968 : Horas prohibidas, de Juan Xiol - 1970 : Les Aveux les plus doux, de Édouard Molinaro - 1971 : Le seguían llamando Trinidad, de Enzo Barboni - 1971 : La casa delle mele mature, de Pino Tosini - 1973 : Anche gli angeli mangiano faglioli, de Enzo Barboni - 1973 : Il bacio di una morta, de Carlo Infacelli - 1975 : Laure, de Emmanuelle Arsan y Ovidio G. Assonitis - 1975 : Faccia di spia, de Giuseppe Ferrara - 1982 : Stangata napoletana, de Vittorio Caprioli - 1984 : Les Trottoirs de Bangkok, de Jean Rollin - 1984 : Tutti dentro, de Alberto Sordi - 1985 : Ne prends pas les poulets pour des pigeons, de Michel Gentil - 1986 : Anesia, de Alberto Abruzzese |